# Zespół Cobba
Zespół Cobba (ang. Cobb syndrome) – rzadki zespół wad wrodzonych, charakteryzujący się współistnieniem zmian skórnych, najczęściej naczyniaków, i malformacji naczyń krwionośnych rdzenia kręgowego (naczyniaków lub malformacji tętniczo-żylnych). Inne zmiany skórne obserwowane w tym zespole to angiokeratoma, angiolipoma i lymphangioma circumscriptum. Malformacje naczyniowe występują na poziomie rdzenia odpowiadającym zajętemu przez zmiany skórne dermatomowi. 
Choroba została opisana po raz pierwszy przez Karla Berenbrucha w 1890, jednak z szerszym oddźwiękiem spotkał się dopiero opis autorstwa Stanleya Cobba z 1915.